# Titulus pictus

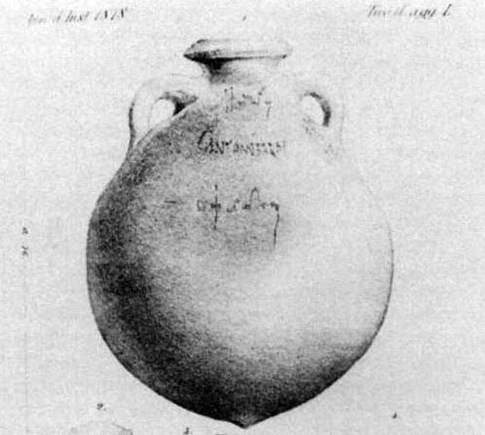
Heinrich Dressel, gravure van een Romeinse amfoor van het Dressel 20 type, 1878

Een titulus pictus is een geschilderde inscriptie op het oppervlak van artefacten (zoals amphorae of dolia). Het woord inscriptie is afgeleid van het Latijnse woord scribere (schrijven), met scripsi ('ik heb geschreven') als perfectum. De titulus pictus geeft specifieke informatie over de regio van oorsprong, het type, de maker, de werkplaats (figlina), de eigenaar enz. Tituli picti kunnen informatie geven over de datering van de amfoor en de handel in het Romeinse Rijk.
Tituli picti werden met verf of onoplosbare inkt op vaste posities op de hals en schouder van de amfoor aangebracht tijdens de fase van het bottelen. Hiervoor werd een schrijfdoos (pictaccium) gebruikt die was geïmpregneerd met een vloeistof waardoor het oppervlak gladder werd en de inkt werd gefixeerd.
Naast een titulus pictus waren amforen soms voorzien van een titulus scarifatus, een gekraste inscriptie (sgraffito) die vóór of na het bakproces (ante cocturam of post cocturam) werd aangebracht met een stilus of calamus (rietstengel).
Monte Testaccio, een grote schervenberg in Rome, bestaat voornamelijk uit olijfolieamforen van het Dressel 20 type. Deze amforen werden gebruikt voor transport over zee vanuit Hispania Baetica naar Rome. Op veel van deze amforen staan tituli picti die kunnen verwijzen naar personen die betrokken waren bij het Romeinse transportwezen, zoals kooplieden (mercatores), olearii, navicularii (schippers) of handelaren, en het consuljaar.
De Duitse archeoloog Heinrich Dressel ontwierp een typologie voor amforen (bestaande uit de Griekse letters α, β, γ, δ en ε), die hij in 1899 publiceerde in het vijftiende deel van het CIL XV. De tituli picti op Dressel 20 amforen van de Romeinse cura annonae waren bedoeld voor taxatie van de inhoud en gaven het tarra- en brutogewicht aan. Naast tituli picti hebben amforen van dit type op het handvat vaak een naamstempel (pottenbakkersstempel) in een rechthoekig kadertje.